# Reichsbahn SG Königsberg
Reichsbahn SG Königsberg was een Duitse voetbalclub uit de Oost-Pruisische hoofdstad Koningsbergen (Königsberg), dat tegenwoordig het Russische Kaliningrad is.

## Geschiedenis
De club werd in 1927 opgericht als Reichsbahn TSV Königsberg.
In 1938 promoveerde de club naar de Bezirksklasse, de tweede divisie van de Gauliga Ostpreußen en werd daar meteen kampioen in de reeks Königsberg. In de eindronde om promotie won de club alle vier de wedstrijden en promoveerde zo naar de Gauliga. De club veranderde de naam in Reichsbahn SG Königsberg. Het eerste seizoen werd vanwege de strenge winter niet afgemaakt. De club stond na vier wedstrijden op een laatste plaats. De volgende twee seizoenen werd de club vijfde en in 1942/43 werd de club derde achter grote stadsrivalen VfB Königsberg en SV Prussia-Samland Königsberg. In het laatste seizoen van de Gauliga werd de club andermaal vijfde.
Na de oorlog moest Duitsland de provincie Oost-Pruisen afstaan en werd deze verdeeld onder Polen en de Sovjet-Unie. De Duitsers werden verdreven en alle Duitse voetbalclubs werden ontbonden.